# فهرست شرکت‌های هواپیمایی منطقه‌ای
این مقاله شامل فهرست شرکت‌های هواپیمایی منطقه‌ای در جهان است.

## آفریقا
| الجزایر - طاسیلی ایرلاینز موزامبیک - لام موزامبیک ایرلاینز نیجریه - آریک ایر |  | آفریقای جنوبی - ساوث افریکن اکسپرس - ایرلینک زیمبابوه - ایر زیمبابوه |

## آمریکا
| کانادا - جاز - ایر جورجین - ایر اینویت - ایر لابرادور - کالم ایر - سنترال مانتین ایر - هاوک‌ایر - هلی‌جت - پاسیفیک کوستال ایرلاینز - پاسکان اوییشن - پورتر ایرلاینز - پروونشل ایرلاینز - استارلینک اوییشن - واسایا ایرویز شیلی - آئروکاردال - آئروویاس داپ - JetSmart - لاتام اکسپرس - اسکای ایرلاین کلمبیا - ساتنا - Searca - Aer Caribe - Aerogalan برزیل - مپ لینهاس آئرئاس - براوا لینهاس آئریاس - پاساردو لینهاس آئرئاس - سته لینهاس آئرئاس کاستاریکا - سانسا ایرلاینز - ناتوره ایر هائیتی - سان‌رایز ایرویز |  | مکزیک - Aéreo Calafia - Aéreo Servicio Guerrero - آئرومکزیکو کانکت - اویوکویینتانا - Aéromar نیکاراگوئه - اویانکا نیکاراگوئه پاناما - ایر پاناما ایالات متحده آمریکا - Air Wisconsin - کیپ ایر - ایر چویس وان - کاموت‌ایر - کومپس ایرلاینز - اندیاوور ایر - انووی ایر - اکسپرس‌جت - گوجت ایرلاینز - گریت لیکز ایرلاینز - هوریزن ایر - آیلند ایر - کنمور ایر - مسا ایرلاینز - Mokulele Airlines - کیپ ایر - پن‌ایر - پیدمونت ایرلاینز - پی‌اس‌ای ایرلاینز - راون آلاسکا - Reliant Air - Republic Airline - سیلور ایرویز - اسکای‌وست - Trans States Airlines - ویاایر |